# Montirat (Aude)
Montirat és un municipi francès, situat al departament de l'Aude i a la regió d'Occitània.